# Thomas Adomeit
Thomas Adomeit (* 12. März 1970 in Stuttgart) ist ein deutscher evangelisch-lutherischer Bischof. Er leitet seit 2018 die Evangelisch-Lutherische Kirche in Oldenburg. Seit 2021 ist er auch Ratsvorsitzender der Konföderation evangelischer Kirchen in Niedersachsen.

## Leben
Adomeit wuchs als Sohn eines Pastors in Stuttgart auf. Nach dem Abitur und einem Theologiestudium an den Universitäten Mainz, Berlin (Humboldt-Universität) und Marburg absolvierte Adomeit von 1998 bis 2000 sein Vikariat in Oldenburg. Nach seiner Ordination im Jahre 2002 war Adomeit zunächst Beauftragter für die Organisation des Landeskirchentages „Mehr Himmel auf Erden“ der Ev.-Luth. Kirche in Oldenburg im Juni 2004. Danach übernahm er die Pfarrstelle der Kirchengemeinde Zwischenahn, die er bis 2007 innehatte. Von 2007 bis 2009 war er Leiter der Akademie der Ev.-Luth. Kirche in Oldenburg und daneben zuständig für theologische Arbeit im Oberkirchenrat. Ab 2009 war Adomeit persönlicher Referent des damaligen Bischofs Jan Janssen bis zu dessen Rücktritt im November 2017. In den Jahren 2014 bis 2016 übernahm er zusätzlich die Vakanzvertretung des hauptamtlichen juristischen Mitgliedes des Oberkirchenrates. Von Mitte 2017 bis zur Übernahme des Bischofsamtes oblag ihm die Geschäftsführung des Projektes Maßnahmenkatalog des Oberkirchenrates zur Haushaltskonsolidierung der Ev.-Luth. Kirche in Oldenburg.

## Bischofsvertreter und Oberkirchenrat
Am 27. Januar 2018 erfolgte in Oldenburg (Oldbg) während einer außerordentlichen, eigens hierfür einberufenen Tagung der 48. Synode seine Wahl zum nebenamtlichen Oberkirchenrat der Evangelisch-Lutherischen Kirche in Oldenburg, nachdem der Oberkirchenrat mit Zustimmung des Gemeinsamen Kirchenausschusses Adomeit zum amtlichen Vertreter des Bischofs bestellt hatte. Noch am selben Tage wurde er während eines Gottesdienstes durch seinen Vorgänger Jan Janssen in sein Amt eingeführt.
Die Funktion des Vertreters des Bischofs ist eine oldenburgische Besonderheit. An sich sieht die Kirchenordnung eine geteilte Stellvertretung des Bischofs in theologischen Fragen durch das dienstälteste theologische Mitglied des Oberkirchenrates und in juristischen Fragen durch das dienstälteste juristische Mitglied des Oberkirchenrates vor (Art. 100 Abs. 2 Kirchenordnung der Ev.-Luth. Kirche in Oldenburg). Ausnahmsweise kann bei längerer Abwesenheit der Oberkirchenrat mit Zustimmung des Gemeinsamen Kirchenausschusses in Abweichung davon eine andere Vertretungsregelung treffen (§ 18 Bischofsgesetz der Ev.-Luth. Kirche in Oldenburg). Diese Möglichkeit nutzte die Oldenburgische Kirche im Falle Adomeits zu dessen Bestellung. Es ist die bisher einzige Einsetzung eines solchen Vertreters in der Geschichte der Ev.-Luth. Kirche in Oldenburg auf der Grundlage einer einfachgesetzlichen Durchbrechung der Kirchenordnung.

## Bischof
Nachdem die Synode Adomeit zunächst zum Bischofsvertreter bestellte, wählte sie ihn im dritten Wahlgang am 29. September 2018 zum Bischof. Adomeit wurde am 23. Januar 2019 durch den Ratsvorsitzenden der Evangelischen Kirche in Deutschland, Landesbischof Heinrich Bedford-Strohm in einem Festgottesdienst in der St.-Lamberti-Kirche zu Oldenburg offiziell in sein Amt eingeführt.
Adomeit ist offen für eine baldige Fusion seiner Evangelisch-Lutherischen Kirche in Oldenburg mit anderen niedersächsischen Landeskirchen. „Sollte es in fünf oder sechs Jahren keinen Sinn mehr machen, hier als eigenständige Landeskirche tätig zu sein, und Niedersachsen unsere Bezugsebene werden, werde ich einer Fusion nicht entgegenstehen“, erklärte er im Oktober 2023.

## Sonstige Ämter
Adomeit ist 2007 Mitglied des Aufsichtsrates des Verbandes Evangelischer Publizistik Niedersachsen-Bremen GmbH sowie des Evangelischen Kirchenfunkes Niedersachsen. Es ist seit 2014 Mitglied des Vorstandes der Norddeutschen Mission Bremen und des Deutschen Nationalkomitees des Lutherischen Weltbundes. 
Ferner ist Adomeit seit 2021 Ratsvorsitzender der Konföderation evangelischer Kirchen in Niedersachsen.

## Persönliches
Adomeit ist verheiratet mit der Pfarrerin Petra Adomeit und hat zwei Kinder.